# Theresienwiese

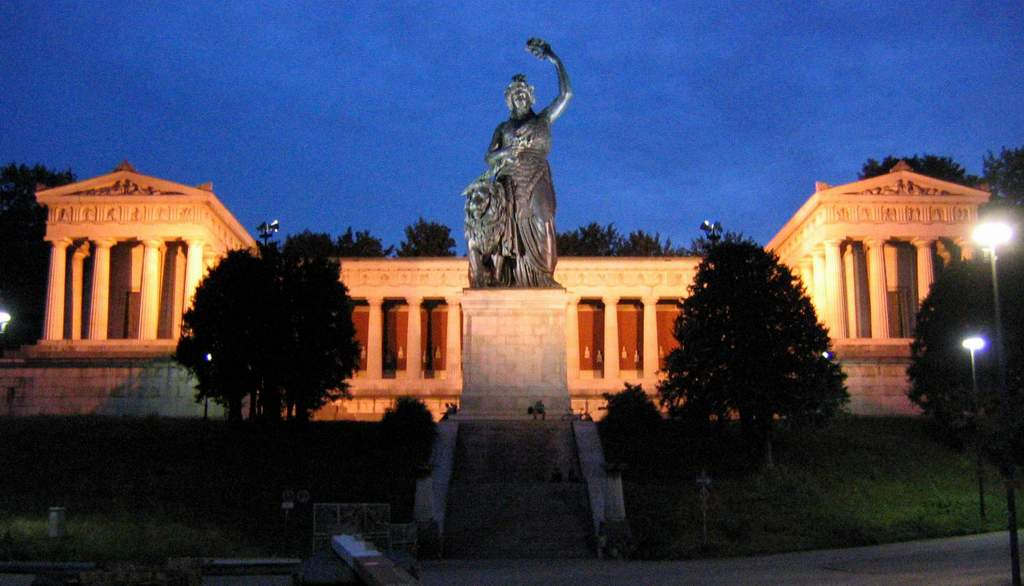
Estàtua de Bavaria per sobre de Theresienwiese

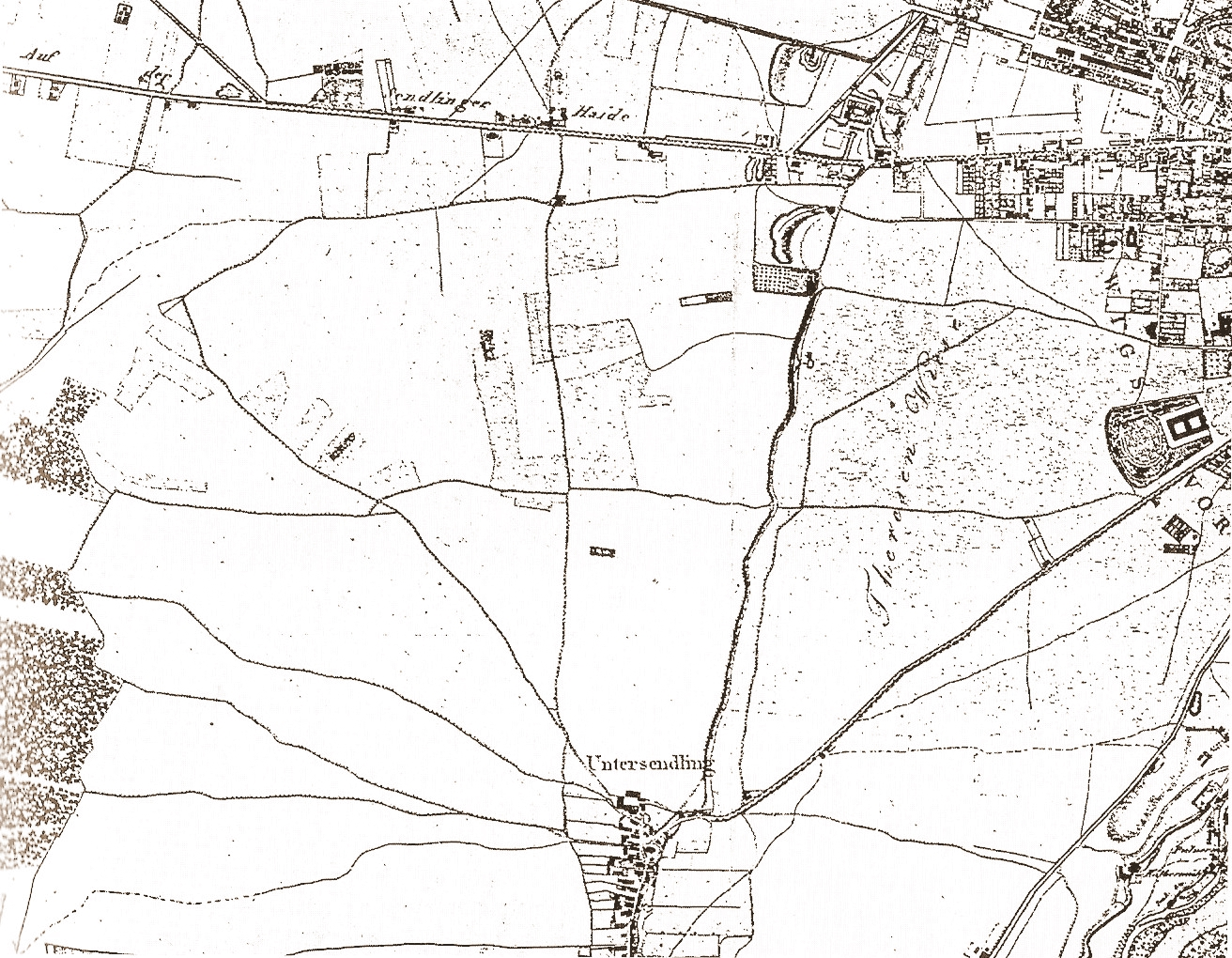
Mapa de Múnic i Sendling amb Theresienwiese, 1812

Theresienwiese és un espai obert de 420.000 metres quadrats situat a Ludwigsvorstadt-Isarvorstadt, en el burg de Múnic. Limita a l'oest amb el Ruhmeshalle i l'estàtua Bavaria, que simbolitza l'Estat de Bavaria, i a l'est amb l'Esperantoplatz, una plaça amb el nom de la llengua internacional Esperanto.
La Theresienwiese és el lloc oficial on se celebra el Múnic Oktoberfest i té una zona commemorativa on es recorda a les víctimes de les bombes de l'Oktoberfest de l'any 1980. La Bavariaring és una carretera orbitària que proporciona accés als vehicles de visita. A la zona nord són visibles les torres de St. Paul.

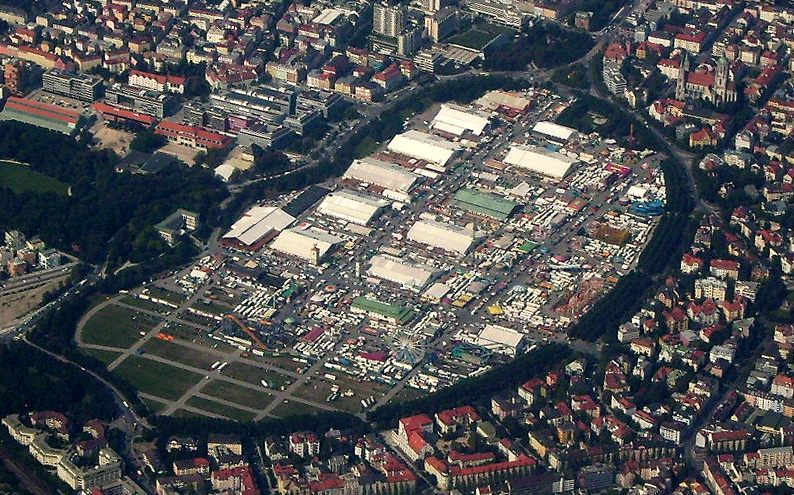
L'anual Oktoberfest a Theresienwiese dins Múnic, vista aèria

El seu nom prové del nom de la Princesa Teresa de Saxònia-Hildburghausen, la muller de Lluís I de Baviera. El seu casament va tenir lloc a la Theresienwiese el 1810. Des de llavors, el Oktoberfest és celebrat cada any com a commemoració d'aquest esdeveniment. A més del Oktoberfest, se celebren a la plaça un festival de primavera i un festival d'hivern ("Hivern Tollwood"). Cada any, el mes d'abril, s'instal·la un dels mercats més grans d'Alemanya.
Theresienwiese està localitzat al sud-oest del centre de la ciutat. Té la seva estació pròpia en el Munic U-Bahn, en les línies U4 i U5 i les estacions Poccistraße i Goetheplatz. L'estació més propera del Munic S-Bahn és Hackerbrücke o München Hauptbahnhof (Estació central de Múnic).